# Delphinium tenii
Delphinium tenii là một loài thực vật có hoa trong họ Mao lương. Loài này được H.Lév. mô tả khoa học đầu tiên năm 1909.